# U 11 (Kriegsmarine)
De U 11 was een Duitse U-boot van het Type IIB. De tewaterlating gebeurde op 6 mei 1935 bij de Deutsche Werke te Kiel. De boot werd op 21 september 1935 onder Kptlt. Hans-Rudolf Rösing in dienst genomen. De boot voerde tijdens zijn bestaan geen operaties uit. De U 11 deed dienst als schoolboot voor aanstaande marineofficieren.

## Commandanten
- 21 september 1935 - 1 oktober 1937 - Kptlt. Hans Rudolf Rösing
- 13 augustus 1938 - 4 september 1939 - Kptlt. Viktor Schütze
- 5 september 1939 - 22 maart 1943 - Georg Peters
- 23 maart 1943 - 13 juli 1944 - Oblt. Gottfried Stolzenburg
- 14 juli 1944 - 15 december 1944 - Oblt. Günter Dobenecker